# Edison Mafla
Edison Mafla Peña (Florida, 14 agosto 1971) è un ex calciatore colombiano, di ruolo centrocampista.

## Caratteristiche tecniche
Cresciuto ammirando Redín e Valderrama, aveva nella precisione di calci di punizione e passaggi i suoi punti di forza, mentre la sua fragilità caratteriale talvolta lo penalizzava.

## Carriera

### Club
Debuttò con il Deportivo Cali  nel 1991, con Jorge Luis Pinto in panchina, mettendosi in evidenza specialmente durante la stagione 1996, quando segnò trentatré reti e contribuì alla vittoria del campionato, che interrompeva una striscia di ventidue anni senza titoli per la sua squadra. Quell'annata riuscì anche a segnare quattro reti in una sola partita (contro l'Atlético Bucaramanga il 14 gennaio 1996), avvenimento che non si verificava dalla precedente decade. Nel 1997 si trasferì quindi in Europa, agli spagnoli del Villarreal, con cui però scese in campo una sola volta, per un totale di quindici minuti, ricevendo anche un cartellino giallo, nella partita contro il Levante. Tornò dunque in America, stavolta però in Cile dove, con la maglia dell'Universidad de Chile, non si adattò e che lasciò per tornare al Deportivo Cali. Qui l'allenatore Hernández, però, non lo considerò una valida alternativa, e così Mafla si trasferì all'Independiente Santa Fe, ritrovandovi il livello di prestazioni che non aveva tenuto nelle precedenti annate. In seguito giocò per América de Cali, Alianza Lima in Perù e Aucas in Ecuador prima di ritirarsi con il Cortuluá nel 2004.

### Nazionale
Giocò con l'Under-23 nel 1994, debuttando in Nazionale maggiore nel 1996 e vestendo la maglia numero 10 durante la Copa América 1997.

## Palmarès

### Club

#### Competizioni nazionali
- Campionato colombiano: 3

Deportivo Cali: 1995-1996
América: 2001, 2002-I